# Lars Sørensen (musiker)
 For alternative betydninger, se Lars Sørensen (flertydig). (Se også artikler, som begynder med Lars Sørensen)
Lars Sørensen, også kendt under artistnavnet LRZ, er en norsk black metal-musiker.
Han spiller Synthesizer i Red Harvest og deltager i projektet Mezzerschmitt.

## Diskografi
- Weltherrschaft (studiealbum, 2002)